# Бакинское курабье
Бакинское курабье (азерб. Bakı qurabiyyəsi) — азербайджанское песочное печенье (курабье) в виде цветка, ракушки или палочки. Цвет тёмно-жёлтый, влажность 7 %. Название происходит от столицы Азербайджана — города Баку.
Печенье выпускается в России промышленным способом со времён СССР. Его название упоминается в ГОСТ Р 50228-92. Первоначальное наименование — «персидское курабье».

## Технология изготовления
Масло растирают с сахаром до растворения кристаллов, постепенно добавляют белки, затем муку (с небольшим содержанием клейковины). Слегка перемешивают. Температура теста должна быть не выше 18—20 °C.
Из кондитерского мешка с зубчатой насадкой выдавливают порции изделий. В печенье в форме ромашки делают небольшое углубление посередине, которое после выпекания заполняют пюре.
Выпекают 9—11 минут при 250—270 °C.